# Rústic de Narbona
Rústic de Narbona (Marsella, Tolosa o Narbona, ca. 390 - Narbona, 461) fou monjo de l'abadia de Lérins i bisbe de Narbona de 427 a 461. És venerat com a sant per diverses confessions cristianes.

## Orígens
Rústic era fill de Bonòs, un bisbe, i nebot d'un altre bisbe anomenat Aràtor; la seva mare era germana d'Aràtor i es va ocupar de l'educació del nen, a qui va enviar a Roma per perfeccionar-ne els estudis. Va decidir fer-se monjo i es volia despendre de tots els seus béns, però abans va escriure a Jeroni d'Estridó per demanar consell sobre les regles de conducta. El 411 Jeroni li va respondre i li va donar com a model els sants bisbes Exuperi de Tolosa i Pròcul de Marsella, que vivien a la regió.
Rústic va abraçar la vida monàstica a l'abadia de Lérins. Després d'uns anys fou ordenat sacerdot a Marsella i poc després fou escollit bisbe de Narbona, succeint Hilari; fou consagrat el 9 d'octubre del 427.

### Episcopat
Va exercir en l'època que els visigots propagaven l'arrianisme per Septimània, i va fer palesa la seva pena al papa Lleó I en una carta en la qual li declarava la seva resolució d'abdicar el bisbat. El Papa, que ocupava el pontificat feia poc, el va exhortar a perseverar i romandre al càrrec. A la mateixa carta Rústic informava Lleó d'un judici que una assemblea de notables del país formada per bisbes i laics qualificats (episcoporum et honoratorum) tenia contra dos sacerdots de la seva església, Sabinià i Lleó; aquests, volent perseguir un adúlter, havien anat massa lluny. D'entrada, els dos sacerdots van comparèixer a l'assemblea però després no van poder seguir endavant amb l'acusació a l'adúlter i foren condemnats pels notables, tot i que en el fons els dos sacerdots tenien raó. Rústic no sabia quin partit prendre i va enviar al papa les actes del judici perquè l'aconsellés. El papa va contestar que els dos sacerdots havien estat condemnats justament, però que els podia tractar segons les seves conviccions i aconsellava utilitzar la dolçor i la caritat més que no pas el rigor de la justícia, ja que els dos sacerdots havien pecat per excés de zel contra un crim que, tot i no poder-se demostrar, sí que havia estat comès.
Rústic també va demanar al papa consell sobre 19 articles de la disciplina, entre els quals el baptisme dels que s'havien exiliat a la Gàl·lia fugint de la invasió dels vàndals a Àfrica (o gals que havien estat esclaus dels vàndals i que havien tornat al seu país). Es creia que aquests baptismes eren nuls perquè havien estat imposats sota domini arrià. Lleó va contestar totes les qüestions, però va dir que per respondre més àmpliament l'hauria de veure personalment.
La catedral de Narbona s'havia cremat feia algun temps i Rústic en va ordenar construir una de nova. Va rebre el suport del clergat, especialment del seu ardiaca Hermes, que va fer començar les obres el 13 d'octubre del 441. Entre els que més van cooperar hi va haver Marcel, prefecte de les Gàl·lies, que va aportar força diners durant els dos anys que va exercir el càrrec. Rústic va tenir especials relacions amb Veneri, bisbe de Marsella, amb el que havia compartit monestir, amb Dinami, probablement bisbe de Besiers, i amb un tercer bisbe de nom Agreci, tots els quals van fer aportacions per la construcció de la nova església que es va acabar el 29 de novembre del 445 (o la mateixa data del 448)
Vers el final del 451 es va celebrar un concili a Arle contra els errors de Nestori i Eutiques, a petició del papa Lleó I. Hi van assistir 44 bisbes de la Narbonesa (tots excepte Constanci d'Usès) i diversos bisbes de les províncies veïnes, i van aprovar una carta del papa a Flavià de Constantinoble. Ravenni d'Arle n'era el president: Rústic era el més antic al càrrec, però va cedir el rang a Ravenni tot i la llarga disputa per la preeminència que fins aleshores tenien Arle i Narbona, segurament perquè Ravenni era el legat papal.
El 460 el papa va assignar quatre bisbats sufraganis a la diòcesi de Viena del Delfinat, mentre que la resta dels bisbats de la Vienesa dependrien d'Arle (entre ells el de Vivièrs): a partir de llavors, el metropolità d'Arle quedava definitivament sense jurisdicció a la Narbonesa, excepte el dret de convocar concilis, privilegi que gaudia per concessió del papa. En data incerta abans del 461 es va fer a Arle un altre concili al que també va assistir Rústic, en relació al monestir de Lerins; en aquest van ésser-hi altres bisbes de la Narbonesa entre els quals Constanci d'Usès i Flore, possible bisbe de Lodeva.
Abans de morir, Rústic va designar com a successor el seu ardiaca Hermes, en contra dels consells del Papa. Va morir el 461.